# Église Saint-Germain de Rugles
L'église Saint-Germain est une église catholique située à Rugles, en France.

## Localisation
L'église est située dans le département français de l'Eure, sur la commune de Rugles.

## Historique
L'édifice est classé au titre des monuments historiques en 1846 et inscrit en 2006. Cette église paroissiale a été construite du XVIe au milieu du XIXe siècle.